# Saldula luctuosa
Saldula luctuosa är en insektsart som först beskrevs av Carl Stål 1859.  Saldula luctuosa ingår i släktet Saldula och familjen strandskinnbaggar. Inga underarter finns listade i Catalogue of Life.